# Polder van 94 Gemet
Polder van 94 Gemet is een polder in Westkapelle in de Belgische gemeente Knokke-Heist. Het is een van de polders van de stapsgewijze inpoldering van de schorre tussen de Brixuspolder en monding van het Reigaartsvliet in de 13de eeuw.
De polder werd bedijkt door Jan Tobben I omstreeks 1250.